# Carlo Pisani
Carlo Pisani (Venezia, 1655 – Venezia, 25 maggio 1740) è stato un ammiraglio italiano che ricoprì l'incarico di comandante della squadra navale delle galee sforzate durante la guerra di Morea. Dopo la sconfitta di Chio fu posto sotto inchiesta, insieme ai vertici dell'Armata da Mar, venendo destituito dall'incarico di provveditore generale da mar ed incarcerato per tre anni. Rilasciato nel 1698 divenne poi Senatore, rientrando nei ranghi della marina nel 1716, durante la seconda guerra di Morea. Insignito del titolo di Cavaliere dell'Ordine della Stola d'Oro il 7 dicembre 1718, ricoprì in successione gli incarichi di podestà di Brescia, provveditore della sanità in Istria, provveditore generale in Dalmazia e poi in Albania, procuratore di San Marco e procuratore generale di Terraferma.

## Biografia
Nacque a Venezia nel 1655 da nobile famiglia appartenente al patriziato veneziano, figlio di Gianfrancesco e Paolina Contarini.
Nel 1684 si arruolò giovanissimo nell'Armada veneziana, servendo sotto gli ordini del Capitano Generale da Mar Francesco Morosini durante la guerra di Morea.  Distintosi subito per il suo coraggio il Morosini lo nominò Governator de'condannati, cioè comandante della squadra navale delle galee sforzate utilizzate per i pattugliamenti a lungo raggio, e poi Vicecapitano delle navi, con responsabilità su tutte le navi che trasportavano le truppe destinate alla conquista di Corone.  La caduta della piazzaforte, e del suo strategico porto, avvenne l'11 agosto 1685, ed egli prese poi parte alla caduta di Navarino, all'assedio e alla conquista di Napoli di Romania (1686), e all'assedio di Negroponte (1688), che fu poi interrotto.
Alla morte del Capitano Generale da Mar Girolamo Cornaro, nel 1690 il Consiglio Marittimo lo pose con la flotta a guardia delle piazzaforti di Canina e Valona, ma il nuovo comandante, Domenico Mocenigo, ordinò di distruggere le due fortezze.  La prima fu fatta saltare in aria con gli esplosivi, mentre la seconda, dopo un assedio turco durato quaranta giorni, fu evacuata e data alle fiamme.
Quando il nuovo Capitano Generale da Mar Antonio Zeno propose, nel 1694, di conquistare l'isola di Chio egli espresse, in qualità di provveditore generale da mar, parere contrario.
Dopo la caduta di Chio i turchi compirono ogni sforzo possibile per riconquistarla, tanto che dopo la battaglia combattuta presso gli scogli degli Spalmadori il comando veneziano decise di abbandonare l'isola, ormai ritenuta indifendibile, lasciando sul posto grandi quantità di artiglieria, munizioni, cavalli e navi. Tra queste vi era il vascello Abbondanza e Ricchezza, adibito a servire come magazzino mobile al seguito delle navi dell'Armata Grossa,  incagliatosi nel porto dell'isola. Nonostante un malriuscito tentativo effettuato di disincagliare la nave, il vascello dovette essere abbandonato al nemico con il suo prezioso carico, venendo poi catturato dai turchi.
Dopo la sconfitta di Chio il Senato veneziano mise sotto inchiesta tutti i vertici dell'Armata da Mar, e il Pisani, accusato per la sconfitta degli scogli degli Spalmadori, per non aver difeso tenacemente l'isola di Chio, e per aver abbandonato il vascello Abbondanza e Ricchezza nelle mani del nemico, fu incarcerato venendo liberato dopo tre anni, nel 1698, e rimesso al suo posto di provveditore.
Ricoprì poi vari incarichi come magistrato, assumendo il rango senatorio, e rientrando nei ranghi della marina nel 1716, in piena seconda guerra di Morea, quando suo fratello Andrea, Capitano Generale da Mar, lo volle al suo fianco.  Si distinse durante la battaglia del porto di Passavà, quando con una feluca passò in mezzo alle navi nemiche in piena azione di fuoco, riordinando la linea delle navi veneziane sbandate e rincuorando i soldati.  Promosso Provveditore di campo si distinse durante le azioni di Prevesa e Vonizza, collaborando poi con il feldmaresciallo Johann Matthias von der Schulenburg all'assedio di Dulcigno fino a quando non giunse notizia della firma della pace di Passarowitz.  Rientrato con il fratello a Corfù, assistette alla morte di quest'ultimo durante un tragico incidente, per tornare quindi a Venezia dove fu insignito del titolo di Cavaliere dell'Ordine della Stola d'Oro il 7 dicembre 1718.  Nominato podestà di Brescia, ricoprì poi in successione gli incarichi di Provveditore della sanità in Istria, Provveditore generale in Dalmazia e poi in Albania, e infine, dal 5 giugno 1732, Procuratore di San Marco.   L'anno successivo assunse l'incarico di Procuratore generale di Terraferma, spegnendosi quindi a Venezia il 25 maggio 1740, all'età di ottantacinque anni.

### Annotazioni
1. ↑  La coppia ebbe altri cinque figli, Andrea (1662-1718), Ermolao, Alvise che fu poi Doge, Lorenzo, e Marcantonio.
2. ↑  Tali galee avevano un equipaggio composto da prigionieri di guerra e criminali condannati al remo.
3. ↑  A sua volta succeduto a Francesco Morosini.

### Fonti
1. 1 2 3 4 5 6 7 8 9 10 11 12  Cicogna 1827, p. 95.
2. ↑  Marzo Magno 2011, p. 140.
3. 1 2 3  Levi 1896, p. 23.
4. 1 2 3 4  Levi 1896, p. 24.
5. 1 2  Ferrari 1723, p. 249.
6. ↑  Cicogna 1827, p. 96.